# 洞窟 (クルアーン)
『洞窟』とは、クルアーンにおける第18番目の章（スーラ）。110の節（アーヤ）から成る。

## 内容
- 洞窟における眠り人のグループの話
- ムーサー（モーセ）が、不思議な男（聖者ヒドルまたはハディル、「緑の男」などの解釈がある）と出会う話
- 「二本角」の話

など